# Tetrápolis (Ática)
Tetrápolis (en griego, Τετράπολις) es el nombre de una antigua ciudad griega del Ática. 
Estrabón dice que había sido fundada por Juto y estaba formada por Probalinto, Énoe, Maratón y Tricorinto. El geógrafo, además,  recoge una información de Filócoro según la cual era una de las doce ciudades que el mítico rey Cécrope estableció en el Ática y que más tarde fueron unidas por Teseo en la ciudad de Atenas.
Las ciudades de Caristo, Estira y Marmario, situadas en la isla de Eubea, habían sido pobladas por colonos de Tetrápolis y del demo ático de Estiria. También se contaba que otros colonos de Tetrápolis se establecieron junto con carios en Epidauro, en la región de Argólide después del retorno de los Heráclidas.